# Melanésia Insular
Melanésia Insular é uma sub-região da Melanésia na Oceania.
Está localizada a leste da ilha da Nova Guiné, desde o Arquipélago de Bismarck até a Nova Caledônia.

### Arqueologia e história social
- Povos austronésios
- Cultura Lapita
- Navegação micronésia
- Navegação polinésia

### Geografia humana
- Ilhas Melanésias Orientais
- Oceania Próxima
- Oceania Remota

### Línguas
- Línguas Oceânicas Centrais–Orientais
- Línguas Oceânicas
- Línguas Oceânicas Remotas
- Línguas Oceânicas Meridionais

### Nações
- Bougainville
- Fiji
- Nova Caledônia
- Ilhas Salomão
- Vanuatu